# Markus Thormeyer
Markus Thormeyer (Newmarket, 25 agosto 1997) è un nuotatore canadese, specializzato nel dorso e nello stile libero.

## Biografia
E' apertamente omosessuale.
Compete a livello di club nell'HPC-Vancouver.
Si è affermato a livello giovanile vincendo l'oro nella staffetta 4x100 metri stile libero mista ai mondiali giovanili di Singapore 2015.
Nel 2015 è divenuto vicampione continentale ai Giochi panamericani di Toronto 2015 nella staffetta 4x100 metri stile libero, concludendo alle spalle della nazionale brasiliana.
Ha rappresentato il Canada ai Giochi olimpici estivi di Rio de Janeiro 2016, gareggiano nella staffetta mista, dove si è piazzato al settimo posto in finale, con i connazionali Santo Condorelli, Yuri Kisil ed Evan van Moerkerke.
Ai mondiali di Budapest 2017 si è aggiudicato la medaglia di bronzo nella staffetta 4x100m stile libero mista, gareggiando in squadra con Yuri Kisil, Javier Acevedo, Chantal van Landeghem, Penny Oleksiak e Sandrine Mainville.

## Palmarès
- Mondiali

Budapest 2017: bronzo nella 4x100m sl mista;
- Mondiali in vasca corta

Windsor 2016: bronzo nella 4x50m sl mista;
- Giochi panamericani

Toronto 2015: argento nella 4x100m sl;
- Giochi del Commonwealth

Gold Coast 2018: bronzo nei 100 m dorso;
- Mondiali giovanili

Singapore 2015: oro 4x100m sl mista;

## International Swimming League
| Stagione 2019 | Stagione 2020    |
| ------------- | ---------------- |
| NY Breakers   | Tokyo Frog Kings |